# Gare de Prouvy - Thiant
Gare de Prouvy - Thiant vasútállomás Franciaországban, Prouvy településen.

## Vasútvonalak
Az állomást az alábbi vasútvonalak érintik:
- Lourches-Valenciennes-vasútvonal

## Kapcsolódó állomások
A vasútállomáshoz az alábbi állomások vannak a legközelebb:
- Gare de Trith-Saint-Léger
- Gare de Denain